# ラントシュ・ミハーイ
ラントシュ・ミハーイ（Lantos Mihály, 1928年9月29日 - 1989年12月31日）は、ハンガリー出身のサッカー選手、サッカー指導者。

## 経歴
ラントシュは、1948年にMTKハンガリアFCへ入団。翌年にハンガリーが共産主義国となるとクラブは秘密警察に買収され数度の名称変更を繰り返したが、一貫して同クラブに在籍。ヒデクチ・ナーンドルらと共に1950年代には3度の国内リーグ、ハンガリーカップ、ミトローパ・カップ優勝などに貢献した。1955年にはUEFAチャンピオンズカップに出場し準々決勝進出に貢献した（当時の名称はヴォロシュ・ロボゴーSE）。
ハンガリー代表としては、1949年7月10日のポーランド戦で代表デビューをすると。1956年7月9日のポルトガル戦で引退するまで国際Aマッチ52試合出場5得点を記録した。ラントシュは1952年ヘルシンキオリンピック金メダル、1953年の中央ヨーロッパ選手権優勝、1954年のFIFAワールドカップ・スイス大会では全5試合に出場し2得点（1次リーグ、韓国戦、準々決勝ブラジル戦）を記録し準優勝に貢献した。
引退後は指導者の道へ進み、1965年から1967年までオリンピアコスFCでコーチを務めていたが、その後はハンガリーへ帰国しヴィデオトンFCを始め、複数のクラブで監督を務めた。